# Perdices (Soria)
Perdices es una entidad local menor española del municipio de Viana de Duero, perteneciente a la provincia de Soria, en la comunidad autónoma de Castilla y León.

## Geografía
La localidad pertenece al partido judicial de Almazán. Desde el punto de vista jerárquico de la Iglesia católica forma parte de la Diócesis de Osma la cual, a su vez, pertenece a la Archidiócesis de Burgos.

## Demografía
En el año 1981 contaba con 28 habitantes, concentrados en el núcleo principal, pasando a 14 en 2008.

## Historia

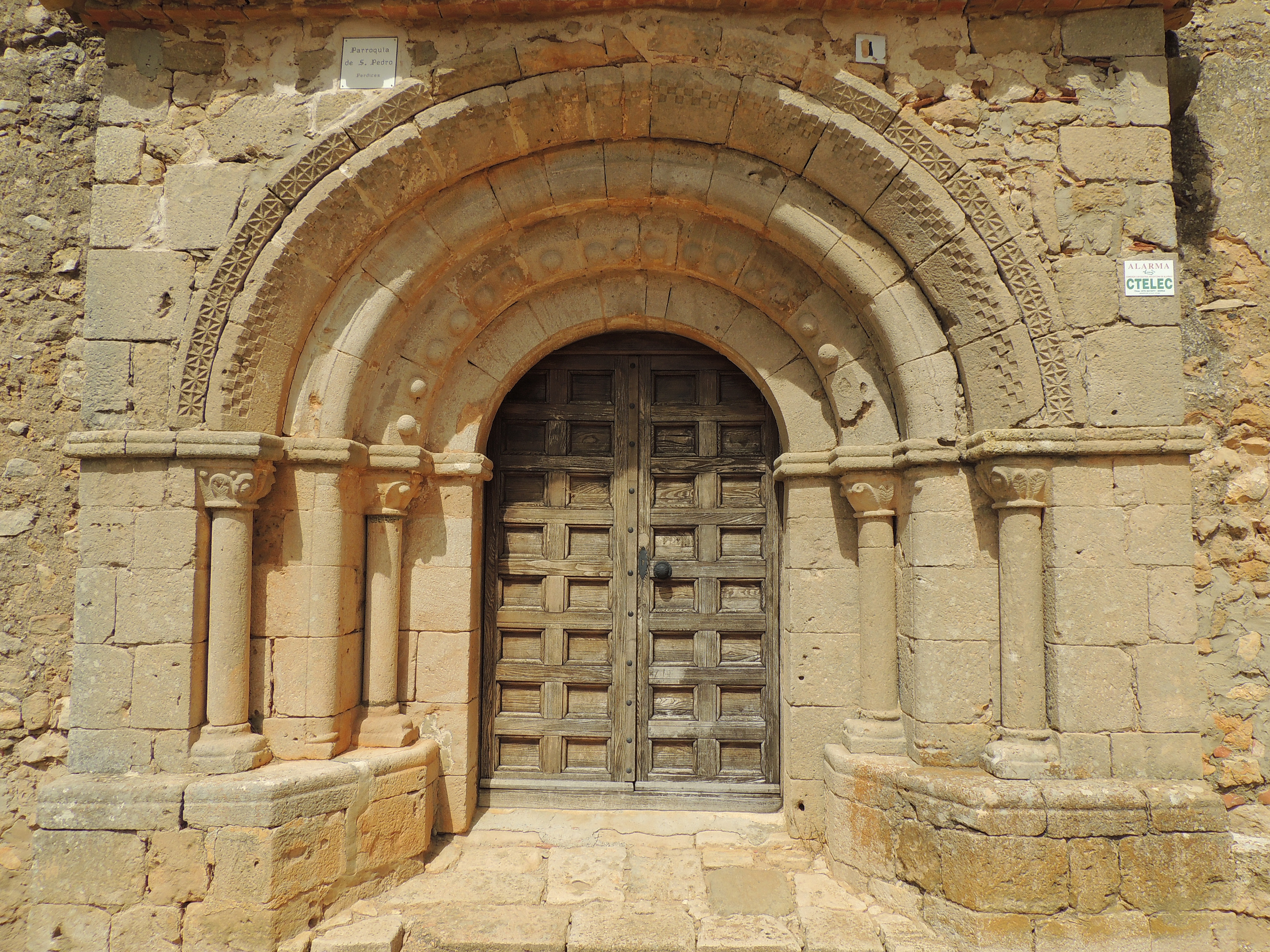
Iglesia de San Pedro

A la caída del Antiguo Régimen la localidad se constituye en municipio constitucional, conocido entonces como Perdices y Granja de Milana, en la región de Castilla la Vieja, partido de Almazán que en el censo de 1842 contaba con 10 hogares y 40 vecinos. A mediados del siglo XIX, el lugar, por entonces con ayuntamiento propio, tenía contabilizadas 15 casas. Aparece descrito en el decimosegundo volumen del Diccionario geográfico-estadístico-histórico de España y sus posesiones de Ultramar de Pascual Madoz de la siguiente manera:

PERDICES: l. con ayunt. en la prov. de Soria (6 leg.), part. jud. de Almazan (1), aud. terr. y c. g. de Búrgos (29), dióc. de Sigüenza (9). sit. en la falda de la sierra de su nombre, que le resguarda de los vientos del E., y combatido en las demas direcciones; su clima es sano: tiene 15 casas; una fuente de buenas aguas; una igl. parr. (San Pedro Apóstol) aneja á la de San Esteban de Almazan: térm.. confina con los de La Milana, Soliedra, Villalba y Almazan; dentro de él se encuentra una fuente de esquisitas aguas: el terreno, fertilizado por el arroyo Galingomez, participa de montuoso y llano; es de buena calidad y comprende una dehesa de pastos: caminos, los locales y el que dirige al Aragon, todos de herradura: correo, se recibe y despacha en la cab. del part.: prod. trigo puro, cebada, centeno, avena, patatas, hortalizas y pastos, con los que se mantiene ganado lanar, vacuno, yeguar, mular y de cerda; hay caza de perdices y conejos: ind.: la agrícola. pobl.: 10 vec., 40 almas. cap. imp.: con la ald. de La Milana, 11,079 rs. 16 mrs.
(Madoz, 1849, p. 807)

Posteriormente, entre el censo de 1857 y el anterior, se integró en Viana de Duero.